# Ivan Jurkovič
Ivan Jurkovič (ur. 10 czerwca 1952 w Kočevju) – słoweński duchowny katolicki, arcybiskup, nuncjusz apostolski w Kanadzie.

## Życiorys
29 czerwca 1977 otrzymał święcenia kapłańskie i został inkardynowany do archidiecezji lublańskiej. W 1980 rozpoczął przygotowanie do służby dyplomatycznej na Papieskiej Akademii Kościelnej. W 1984 rozpoczął pracę w dyplomacji watykańskiej, pracując na różnych stanowiskach w nuncjaturach: w Korei (1984–1988), Kolumbii (1988–1992) i Rosji (1992–1996).
28 lipca 2001 został mianowany przez Jana Pawła II nuncjuszem apostolskim na Białorusi oraz arcybiskupem tytularnym Krbavy. Sakry biskupiej 6 października 2001 udzielił mu Sekretarz Stanu Angelo Sodano.
22 kwietnia 2004 został przeniesiony do nuncjatury na Ukrainie.
19 lutego 2011 został ogłoszony nowym nuncjuszem w Federacji Rosyjskiej. 22 lipca 2011 został akredytowany równocześnie nuncjuszem apostolskim w Uzbekistanie.
13 lutego 2016 został stałym Przedstawicielem Stolicy Apostolskiej przy ONZ w Genewie.
5 czerwca 2021 został przeniesiony do nuncjatury w Kanadzie.